# ФК Штутгарт
Фудбалски клуб Штутгарт је немачки фудбалски клуб из Штутгарта. Штутгарт игра своје утакмице на МХП арени.

## Историја
Основан је 9. септембра 1893. у једној кафани у кварту Бад Канштат. Штутгарт је у непромењеном облику део немачког фудбала још од 1912. године. Пре Другог светског рата био је битан у локалним оквирима (шест шампионата Виртемберга, једно финале шампионата Немачке), а златно доба „Шваба“ уследило је одмах после рата.
Већу првој послератној сезони они су освојили јужну Оберлигу, а то ће у следећој деценији учинити још два пута. Прва титула шампиона изборена је у дуелу са Кикерсима из Офенбаха 1950. године, а друга је уследила две године касније. Уследило је финале лиге у 1953. и први трофеј у Купу Немачке годину дана касније. На крају педесетих освојен је још један куп, а Штутгарт ће бити један од 16 оснивача Бундеслиге. Тај успех је изузетно значајан за немачку фудбалску историју - Штутгарт је последњи квалификовани клуб са југа земље, а први испод црте остао је Бајерн Минхен, данас најуспешнији клуб Немачке.
Првих петнаест година у Бундеслиги није донело много успеха, а после испадања током 70-их се вратио и стигао до другог места у лиги 1979. године. Од тада је Штутгарт један од успешнијих немачких клубова, са титулама освојеним 1984, 1992. и 2007. године.
У Европи је Штутгарт два пута стигао до последњег корака и падао - у Купу УЕФА 1989. (пораз од Наполија) и Лигу шампиона девет година касније (неуспех са Челсијем. После једног неуспеха у финалу немачког купа, исто такмичење донело је Штутгарту последњи трофеј у историји - победом над Арминијом Билефелд 2025. године.

## Успеси

### Домаћи
Првенство Немачке (Бундеслига од сезоне 1963/64)
Првак (5): 1950, 1952, 1984, 1992, 2007.
Други (5): 1935, 1953, 1979, 2003, 2024.
Куп Немачке
Освајач (4): 1954, 1958, 1997, 2025.
Финалиста (3): 1986, 2007, 2013.
Суперкуп Немачке
Освајач (1): 1992.
Финалиста (2): 2024, 2025.
Фуџи куп Немачке (претеча лига купа)
Освајач (1) : 1989.
Лига куп Немачке
Финалиста (3): 1997, 1998, 2005.
Телеком куп Немачке (наследник лига купа)
Финалиста (1) : 2009.

### Међународни
Куп УЕФА
Финалиста (1): 1988/89.
Куп победника купова
Финалиста (1): 1997/98.
Интертото куп
Победник (2): 2000, 2002.

## Тренутни састав
Ажурирано: 12. маја 2024.
| Бр. |                             | Позиција | Играч                    |
| --- | --------------------------- | -------- | ------------------------ |
| 1   | Њемачка                     | Г        | Фабијан Бредлов          |
| 2   | Њемачка                     | О        | Валдемар Антон (капитен) |
| 4   | Њемачка                     | О        | Жаша Вагноман            |
| 5   | Њемачка                     | С        | Махмуд Дахуд             |
| 6   | Њемачка                     | С        | Анђело Штила             |
| 7   | Њемачка                     | О        | Максимилијан Мителштат   |
| 8   | Француска                   | С        | Ензо Мијо                |
| 9   | Гвинеја                     | Н        | Серху Гираси             |
| 10  | Јужна Кореја                | С        | Ћангу Јао                |
| 14  | Демократска Република Конго | Н        | Силас Катомпа Мвимпа     |
| 15  | Њемачка                     | О        | Паскал Штенцел           |
| 16  | Њемачка                     | С        | Атакан Карацор           |
| 17  | Јапан                       | С        | Генкј Харагучј           |
| 18  | Њемачка                     | Н        | Џејми Ливелинг           |

| Бр. |            | Позиција | Играч            |
| --- | ---------- | -------- | ---------------- |
| 20  | Швајцарска | О        | Леонидас Стерју  |
| 21  | Јапан      | О        | Хирокј Ито       |
| 23  | Француска  | О        | Дан-Аксел Загаду |
| 25  | Њемачка    | С        | Лилиан Еглоф     |
| 26  | Њемачка    | Н        | Денис Ундаф      |
| 27  | Њемачка    | С        | Хрис Фирлих      |
| 28  | Данска     | С        | Николас Нартеј   |
| 29  | Француска  | О        | Антони Руо       |
| 32  | Њемачка    | С        | Роберто Масимо   |
| 33  | Њемачка    | Г        | Александа Нубел  |
| 36  | Њемачка    | С        | Лорин Урлих      |
| 41  | Њемачка    | Г        | Денис Зајмен     |
| 42  | Њемачка    | Г        | Флориан Шок      |

### На позајмици
| Бр. |           | Позиција | Играч                          |
| --- | --------- | -------- | ------------------------------ |
|     | Хрватска  | О        | Матеј Маглица (Дармштат)       |
|     | Данска    | Н        | Вахид Фагир (СД Елверсберг)    |
| 34  | Турска    | С        | Омер Фарук Бејаз (Хатајспор)   |
| 11  | Колумбија | Н        | Хуан Хосе Переа (Ханза Рошток) |
|     | Њемачка   | Н        | Лука Фајфе (Дармштат)          |

| Бр. |             | Позиција | Играч                       |
| --- | ----------- | -------- | --------------------------- |
| 44  | Холандија   | Н        | Мохамед Санкох (Хераклес)   |
| 31  | Португалија | С        | Жил Диаш (Легија)           |
| 22  | Њемачка     | Н        | Томас Касанарас (ССВ Улм)   |
| 19  | Србија      | Н        | Јован Милошевић (Ст. Гален) |

## Галерија
- Званични аутобус тима (снимљен у Опатији)